# Zeriassa transvaalensis
Espèce
Zeriassa transvaalensis est une espèce de solifuges de la famille des Solpugidae.

## Distribution
Cette espèce est endémique d'Afrique du Sud.

## Étymologie
Son nom d'espèce, composé de transvaal et du suffixe latin -ensis, « qui vit dans, qui habite », lui a été donné en référence au lieu de sa découverte, le Transvaal.

## Publication originale
- Lawrence, 1964 : The Solifugae, scorpions and Pedipalpi of the Kruger National Park. Koedoe, vol. 7, p. 30-39.